# Barbués
Barbués település Spanyolországban, Huesca tartományban. Barbués Almuniente, Torres de Barbués, Torralba de Aragón, Tardienta, Sangarrén, Albero Bajo és Grañén községekkel határos. Lakosainak száma 90 fő (2024).

## Népesség
A település lakosságának változását az alábbi diagram mutatja:
| Lakosok száma | 121  | 108  | 115  | 103  | 96   | 92   | 83   | 78   | 91   | 90   |
|               | 2001 | 2004 | 2006 | 2009 | 2011 | 2014 | 2016 | 2019 | 2021 | 2024 |